# The Tulse Luper Suitcases, Part 1: The Moab Story
The Tulse Luper Suitcases, Part 1: The Moab Story is een Britse dramafilm uit 2003 onder regie van Peter Greenaway.

## Verhaal
De auteur Tulse Luper brengt een groot deel van zijn leven door in gevangenissen. In 1938 komt hij terecht in een gevangenis in Utah. Hij wordt gearresteerd, omdat hij contact had met een Amerikaans-Duitse familie, die naar Europa wil vertrekken om financieel voordeel te halen uit de Tweede Wereldoorlog. In zijn cel houdt hij zich bezig met allerhande kunstzinnige en literaire projecten.

## Rolverdeling
- JJ Feild: Tulse Luper / Floris Creps
- Raymond J. Barry: Stephan Figura
- Michèle Bernier: Sophie van Osterhaus
- Valentina Cervi: Cissie Colpitts
- Caroline Dhavernas: Passion Hockmeister
- Anna Galiena: Mevrouw Plens
- Deborah Harry: Fastidieux
- Steven Mackintosh: Günther Zeloty
- Albert Kitzl: Gumber Flint
- Jordi Mollà: Jan Palmerion
- Drew Mulligan: Martino Knockavelli
- Ornella Muti: Mathilde Figura
- Nilo Mur: Pip
- Ronald Pickup: Mijnheer Moitessier
- Franka Potente: Trixie Boudain